# Щелепи (роман)
Щелепи (англ. Jaws) — роман жахів американського письменника Пітера Бенчлі 1974 року. У 1975 році на основі роману Стівен Спілберг зняв фільм жахів «Щелепи», який став класикою жанру та дав початок низці подібних фільмів.

## Сюжет
Лонг-Айленд, спокійне курортне містечко Еміті, в якому один день схожий на інший. Так було завжди, але все змінилося… Одного разу вранці, пошматоване тіло молодої дівчини викинуто на берег. Сумнівів немає — це була акула, але ніхто навіть не здогадується яка. Вирішено не закривати пляжі — всі вважають, що акула скоро покине ці води, але число атак на людей дедалі зростає. І тільки місцевий шериф Мартін Броуді усвідомлює всю небезпеку того, що відбувається і розуміє, що необхідно переходити до рішучих дій.
Потім гине рибалка Бен Гарднер, що впав за борт свого катера. Броуді закриває пляжі для купання. На прохання редактора місцевої газети Гаррі Медоуза в місто приїжджає молодий океанограф Метью Хупер, що спеціалізується на акулах. Дружина Броуді Елен в минулому зустрічалася з його старшим братом. Вона влаштовує обід, запрошує гостей та Хупера. Броуді ревнує дружину до Хупера і напивається. На наступний день Елен запрошує Хупера на обід в віддаленому ресторані, спокушає його і вони займаються сексом у мотелі. У Броуді не виходить додзвонитися ні до Хупера, ні до Елен і він підозрює їх обох.
На нараді у мера обговорюється питання про відкриття пляжів, що має найважливіше значення для економіки міста, яке існує за рахунок туристів. Хупер не може сказати нічого певного про поведінку акули. Медоуз дізнається, що Воген на гроші мафії скуповував нерухомість і повинен їм купу грошей. При напливі туристів він зміг би поправити свої справи. Воген підслуховує їхню розмову, просить всіх вийти і благає Броуді відкрити пляжі. Шеф поліції погоджується. Приїхавши додому, він дізнається, що бандити відкрутили голову його коту і передали прохання бути розумнішим. Броуді і Хупер спостерігають за тими, хто купається. Хупер зауважує акулу з борту катера. Броуді ледь встигає витягнути з води хлопця. Розорений Воген їде з міста, Броуді домовляється з досвідченим рибалкою Квінтом, який заламує подвійну ціну. Хупер погоджується виступити помічником Квінта.
На другий день полювання показується акула. Завдяки своєму чуттю Квінт вгадує, де вона з'явиться. На третій день гине Хупер, який спустився під воду в клітці для того, щоб зняти акулу. Бестія ламає його клітку і забирає вченого в пучину. У Броуді більше немає грошей, але Квінт відмовляється від подальшої оплати. Йому вдається загарпунити акулу, але та, вистрибнувши з води, обрушується на корму його човна. Квінт пронизує акулу гарпуном і тоне разом з човном і убитою акулою, заплутавшись ногою в петлі. Броуді пливе до берега.